# مسیحیت در ترکمنستان

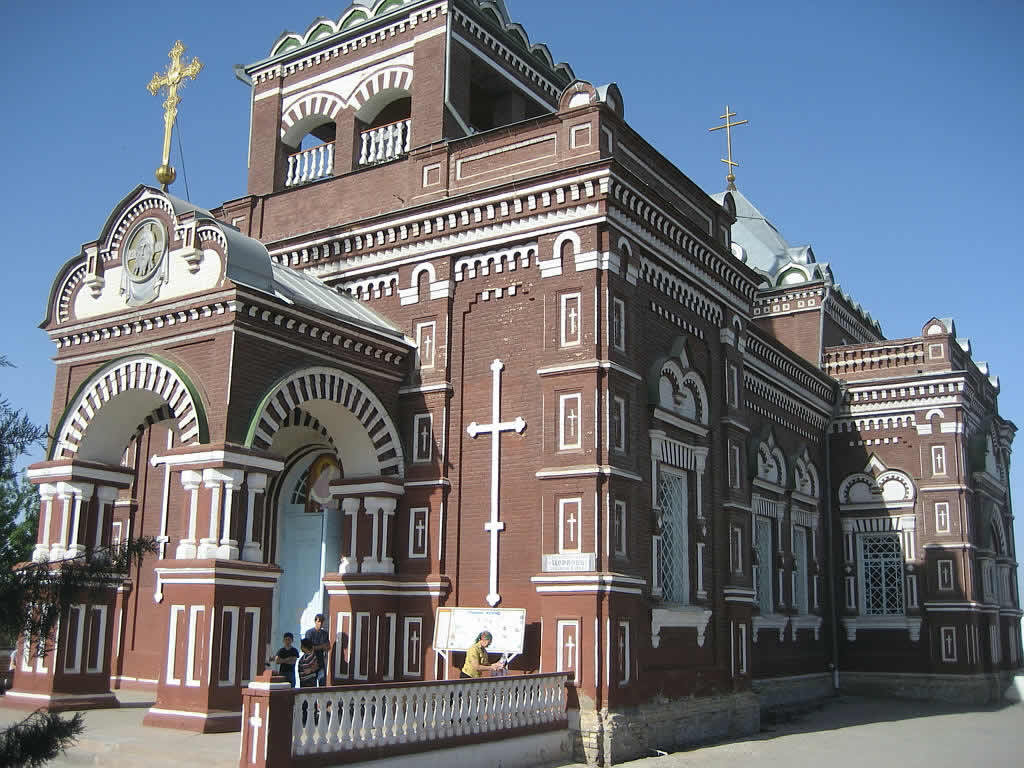
کلیسایی در ترکمنستان

مسیحیان ترکمنستان که بسیاری از آنها از قوم روس هستند کمتر از ۹ درصد از جمعیت در ترکمنستان را تشکیل می‌دهند. مسیحیت ارتدوکس است شاخه اصلی مسیحیت در این کش است.

## کلیسای ارتدوکس روس
کلیسای ارتدوکس روسیه به طور رسمی به رسمیت شناخته شده و بزرگترین اقلیت مذهبی ترکمنستان را تشکیل می‌دهد. این کلیسا تحت نظارت اسقف اعظم ارتدکس روسیه در تاشکند ازبکستانمی‌باشد.

## فرقه‌های دیگر

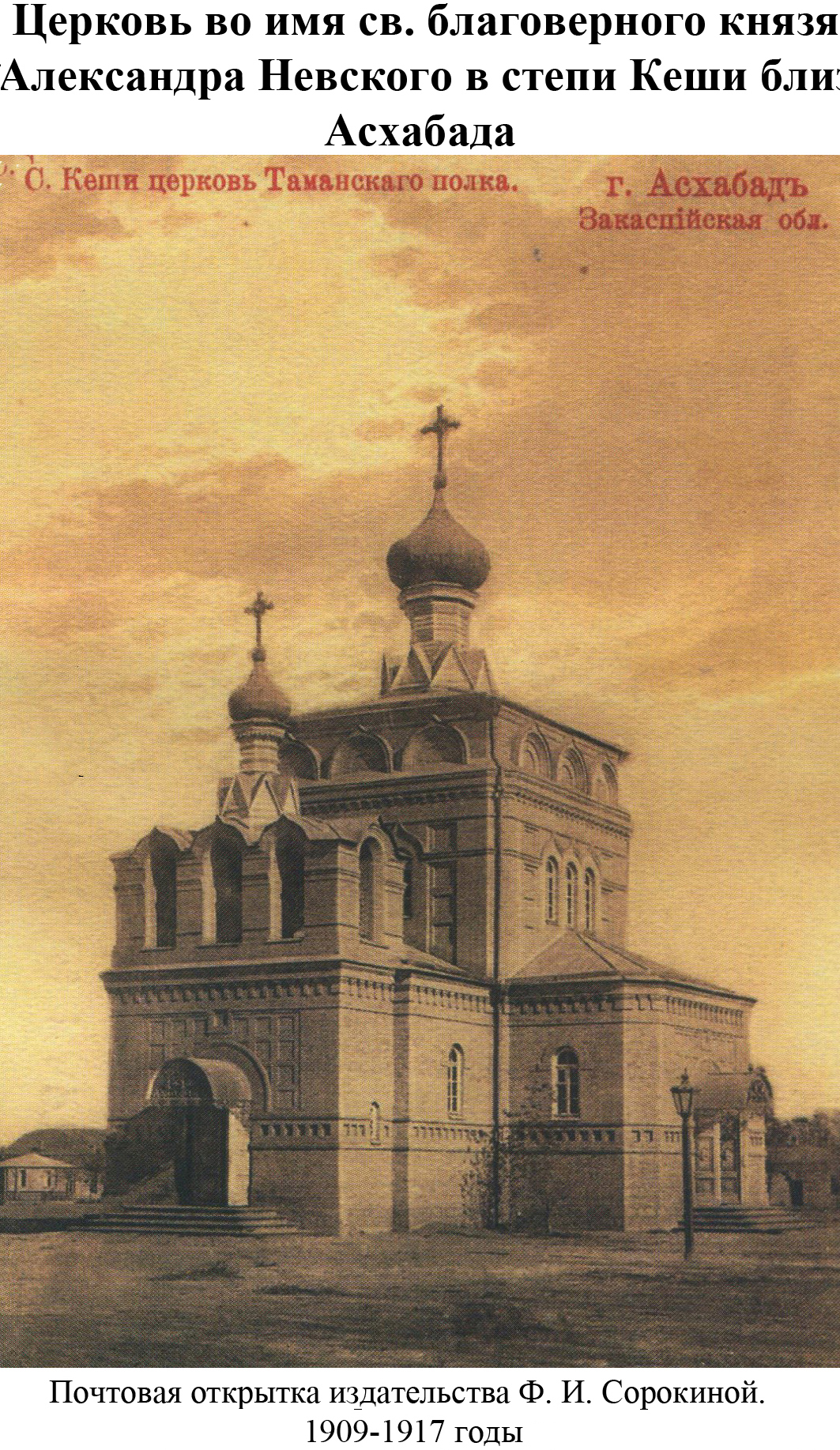
کلیسای الکساندرا عشق آباد

حدود ۵۰ پیرو فرقه کاتولیک در ترکمنستان زندگی می‌کنند. که اعضای شاخه لوتریانی هستند در حالی که چند مسیحی انجیلی نیز در ترکمنستان وجود دارند.